# K壓
K壓是香港原創、結合了卡拉OK和指壓的色情娛樂場所或銷費模式。顧客全部都是男性，進入包廂後，經理會將數名小姐帶來給客人挑選。小姐會為客人伴唱，過程大約15分鐘，期間啤酒汽水免費供應。之後便會轉移陣地，到附近的時鐘酒店短聚，並進行按摩和性交。每次消費金額不高，大約數百港元。